# アナ・ジェイ
アナ・ジェイ（Anna_Jay、本名：アンナ・マリー・ジャーニガン（Anna Marie Jernigan）、1998年7月15日 - ）は、アメリカ合衆国の女性プロレスラー。
アナ・ジェイ（Anna Jay）はリングネーム。ジョージア州ブランズウィック出身。身長173cm、体重65kg。AEW所属。

## 経歴

### インデペンデント・サーキット (2018-2020)
2018年7月、One Fall Power Factoryで研修生として開始。
2019年4月、トレーニング中に全治4〜6ヶ月肩の怪我を負う。その年の9月14日、グレイシャーのチャリティーイベントにてデビュー。
2020年1月、ジョージア・プレミア・レスリングのイベントで参戦。

### AEW (2020-現在)
2020年4月21日、AEWと契約を結んで、『AEWダイナマイト』でデビュー、シングルマッチで志田光に敗北。
2020年8月27日、AEW女子世界王座に王者の志田光を挑戦し敗北。
2022年、リングネームアンナ・ジェイA.S.として変更。
2023年6月23日、AEW『オーウェン・ハート・ファウンデーション・トーナメント』に出場だが、準々決勝でスカイ・ブルーを破れ敗退。
2024年6月19日、リングネームアナ・ジェイとして改名し、サラヤとハーレー・キャメロンと組み、ヒールユニット『アウトキャスツ』に加入。白川未奈を背後から攻撃し、トニー・ストームとマライア・メイを倒すための支援を受けた。
7月27日、スターダムのリーグ戦である、『5★STAR GP 2024』に出場することが発表された。8月10日の開幕戦で安納サオリ相手に日本マット初勝利を収める。

## 得意技
- クイーンスレイヤー

## 入場曲
- Queen Slayer